# 友愛邨
友愛邨（英語：Yau Oi Estate），是香港的公共屋邨，位於新界屯門新市鎮中部，鄰近屯門市中心。於1977年動工，1980年起落成。現由香港房屋委員會負責屋邨管理。由於友愛邨落成後的樓宇數量相對當時其他公共屋邨為多，故以曾成為全港最多居民居住的公共屋邨。
另外由於友愛邨建於青山灣填海區上，所以曾經有嚴重土地沉降問題，其中於宣道會陳瑞芝紀念中學操場旁的建築物亦因此而加建多級樓梯。現時土地沉降的情況已經較為穩定，但在邨內亦有不少地方可看到當年沉降的痕跡。

## 屋邨資料

### 樓宇
| 樓宇名稱                    | 門牌號碼   | 樓宇類型                           | 落成年份 | 樓宇層數 （住宅層數） | 每層伙數                   | 單位數目（伙） | 建築師                              | 承建商   | 提供升降機的廠商 （更新前） | 提供升降機的廠商 （更新後） | 期數 |
| --------------------------- | ---------- | ---------------------------------- | -------- | --------------------- | -------------------------- | -------------- | ----------------------------------- | -------- | --------------------------- | --------------------------- | ---- |
| 愛明樓（第1座） （英語：Oi Ming House）  | 友愛路11號 | 雙連座工字型 （第一代設計）        | 1980年   | 26（2-26樓）          | 26（2-25樓） 18（26樓）    | 642            | 屋宇建設委員會建築師、 房屋署建築師 | 有成建築 | 東芝                        | 迅達                        | 1    |
| 愛曦樓（第2座） （英語：Oi Hei House）  | 友愛路15號 | 雙連座工字型 （第一代設計）        | 1980年   | 26（2-26樓）          | 26（2-25樓） 18（26樓）    | 642            | 屋宇建設委員會建築師、 房屋署建築師 | 有成建築 | 富士達                      | 迅達                        | 1    |
| 愛禮樓（第6座） （英語：Oi Lai House）  | 愛禮里4號  | 雙連座工字型 （第一代設計）        | 1980年   | 26（2-26樓）          | 26（2-25樓） 18（26樓）    | 642            | 屋宇建設委員會建築師、 房屋署建築師 | 有成建築 | 乘賓（Sabiem）              | 迅達                        | 1    |
| 愛智樓（第8座） （英語：Oi Chi House）  | 友愛路4號  | 雙連座工字型 （第一代設計）        | 1980年   | 26（2-26樓）          | 26（2-25樓） 18（26樓）    | 642            | 屋宇建設委員會建築師、 房屋署建築師 | 有成建築 | 乘賓（Sabiem）              | 東芝                        | 1    |
| 愛信樓（第14座） （英語：Oi Shun House） | 愛禮里1號  | 雙塔式                             | 1981年   | 24（高座） 21（低座） | 40（2-20樓） 20（21-24樓） | 1240           | 屋宇建設委員會建築師、 房屋署建築師 | 德榮建築 | 英國通用電氣-快而安         | 東芝                        | 4    |
| 愛義樓（第15座） （英語：Oi Yee House） | 友愛路3號  | 雙塔式                             | 1981年   | 24（高座） 21（低座） | 40（2-20樓） 20（21-24樓） | 1240           | 屋宇建設委員會建築師、 房屋署建築師 | 德榮建築 | 英國通用電氣-快而安         | 東芝                        | 4    |
| 愛廉樓（第16座） （英語：Oi Lim House） | 友愛路1號  | 雙塔式                             | 1981年   | 24（高座） 21（低座） | 40（2-20樓） 20（21-24樓） | 1240           | 屋宇建設委員會建築師、 房屋署建築師 | 德榮建築 | 英國通用電氣-快而安         | 東芝                        | 4    |
| 愛暉樓（第3座） （英語：Oi Fai House）  | 友愛路10號 | 三連座工字型 （第一代設計）        | 1980年   | 26（2-26樓）          | 26（2-25樓） 18（26樓）    | 642            | 屋宇建設委員會建築師、 房屋署建築師 | 鴻運建築 | 東芝                        | 迅達                        | 2    |
| 愛德樓（第4座） （英語：Oi Tak House）  | 愛德里1號  | 三連座工字型 （第一代設計）        | 1980年   | 26（2-26樓）          | 26（2-25樓） 18（26樓）    | 642            | 屋宇建設委員會建築師、 房屋署建築師 | 鴻運建築 | 乘賓（Sabiem）              | 東芝                        | 2    |
| 愛勇樓（第9座） （英語：Oi Yung House）  | 愛勇街4號  | 舊長型 （中央走廊式，連接F）       | 1980年   | 17 (14)               | 40                         | 560            | 屋宇建設委員會建築師、 房屋署建築師 | 宏宗建築 | 乘賓（Sabiem）              | 東芝                        | 3    |
| 愛樂樓（第7座） （英語：Oi Lok House）  | 友愛路8號  | 舊長型 （中央走廊式，連接E+連接E） | 1981年   | 19 (18)               | 60                         | 1080           | 屋宇建設委員會建築師、 房屋署建築師 | 宏宗建築 | 乘賓（Sabiem）              | 東芝                        | 3    |

（註：由於第5及10-13座指同一項目內的安定邨，另第17-20座為兆安苑，為免重複，已經省略以上座號。）

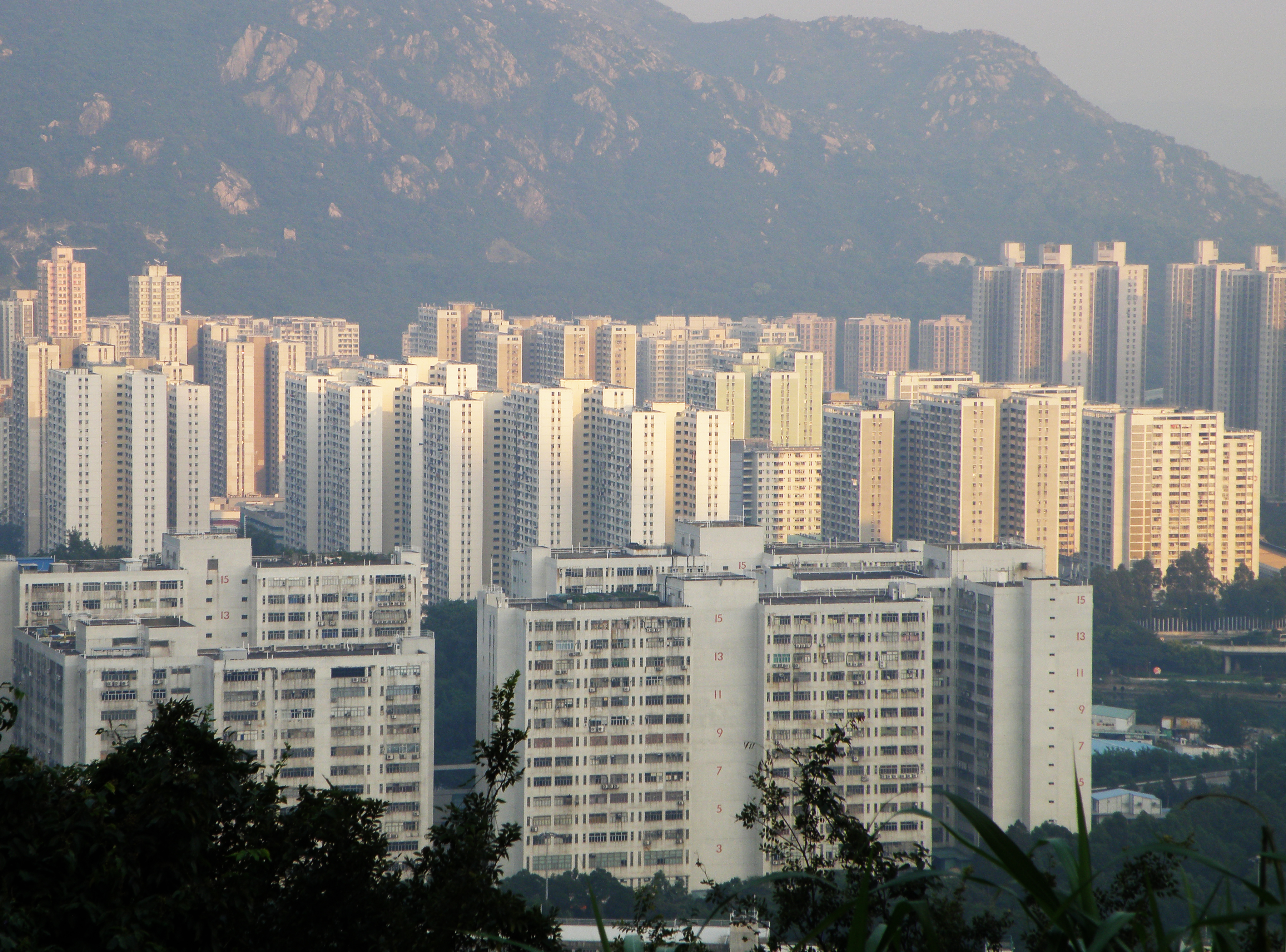
從青山遠眺友愛邨；前方外牆髹有數字大廈為南豐工業城
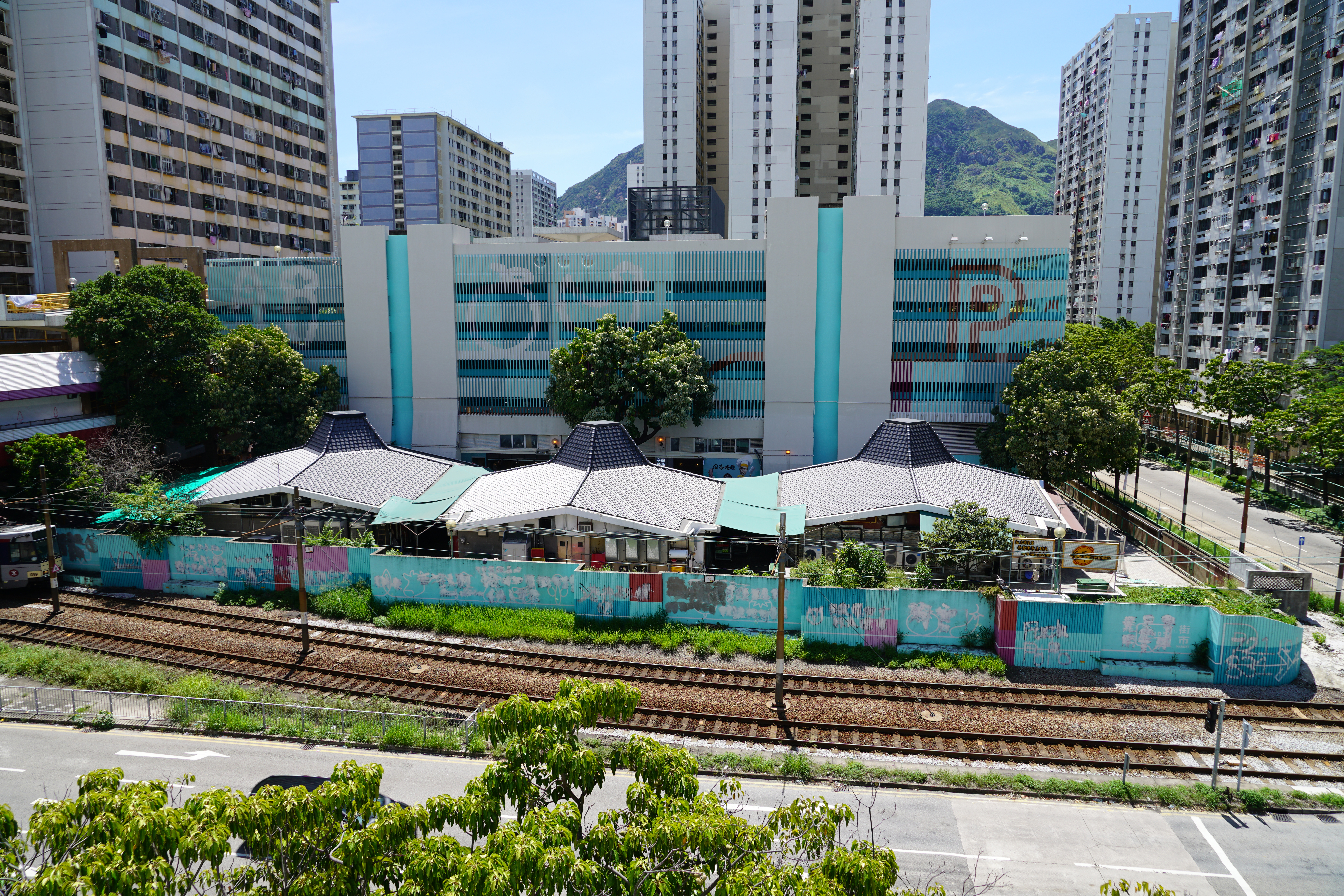
H.A.N.D.S.商場停車場（友愛邨一號停車場）及冬菇亭
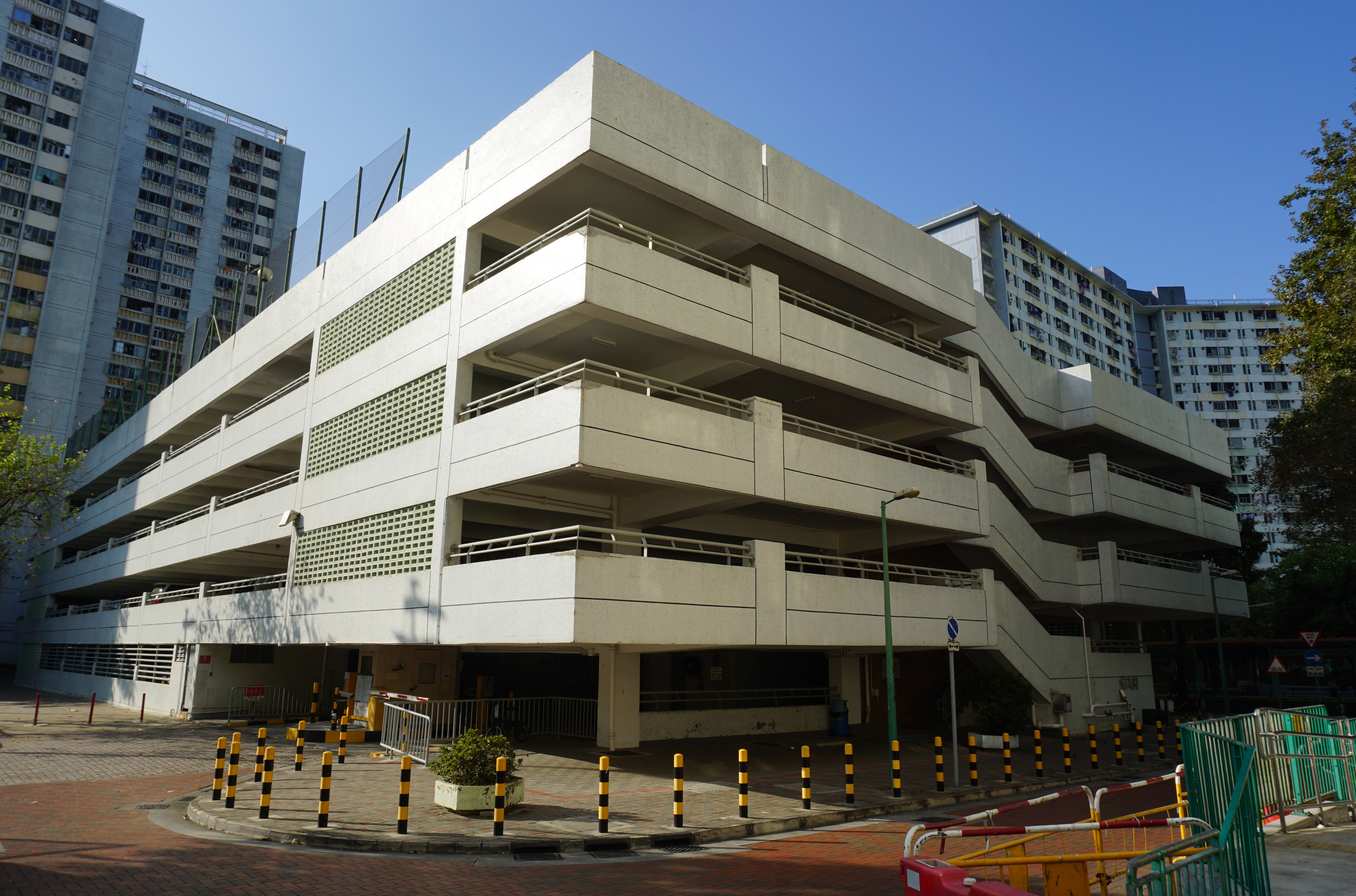
二號停車場

## 設施

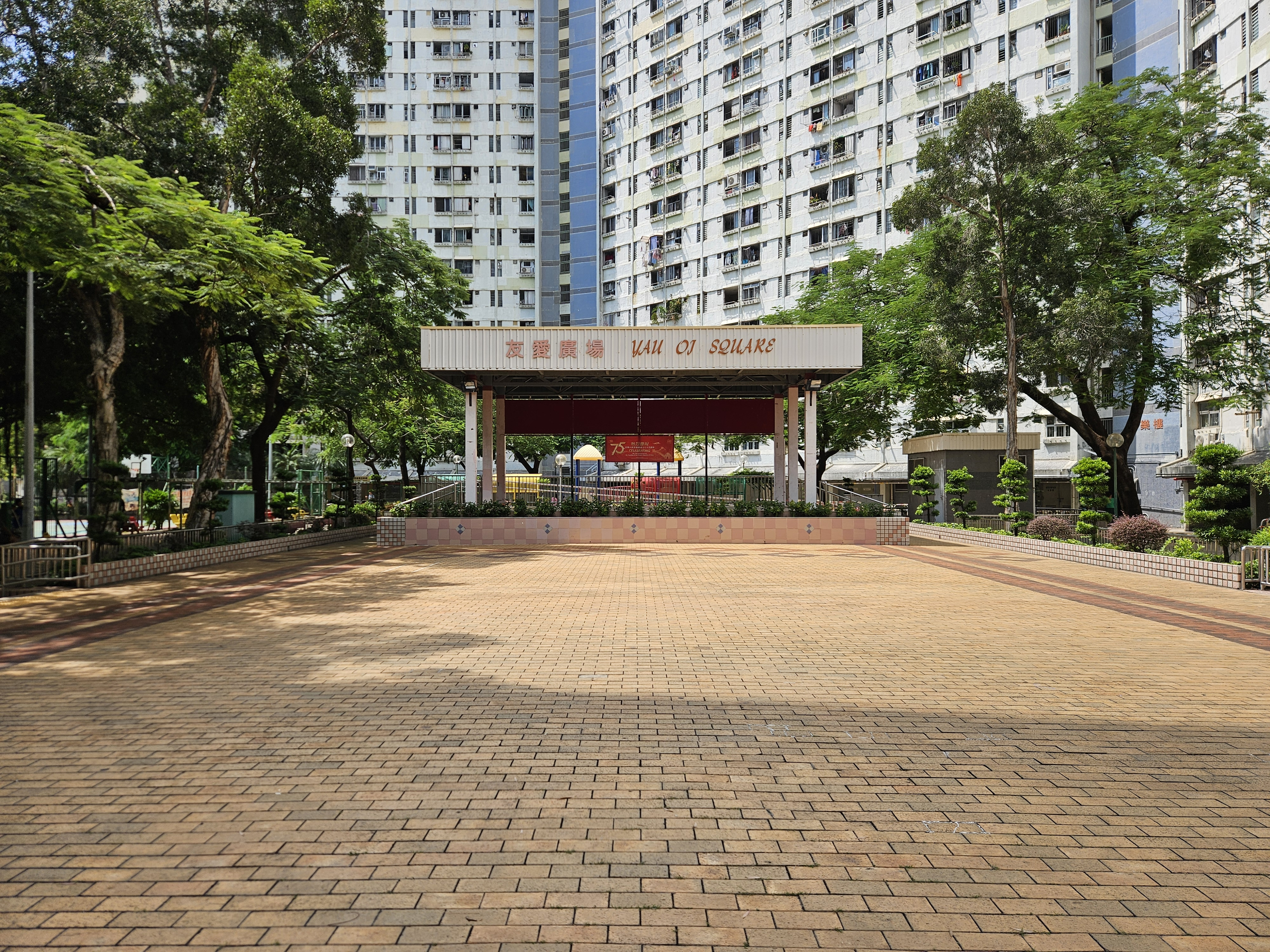
友愛廣場為友愛邨一個較大型的公共空間，不少邨內舉行的表演活動會以此處作場地

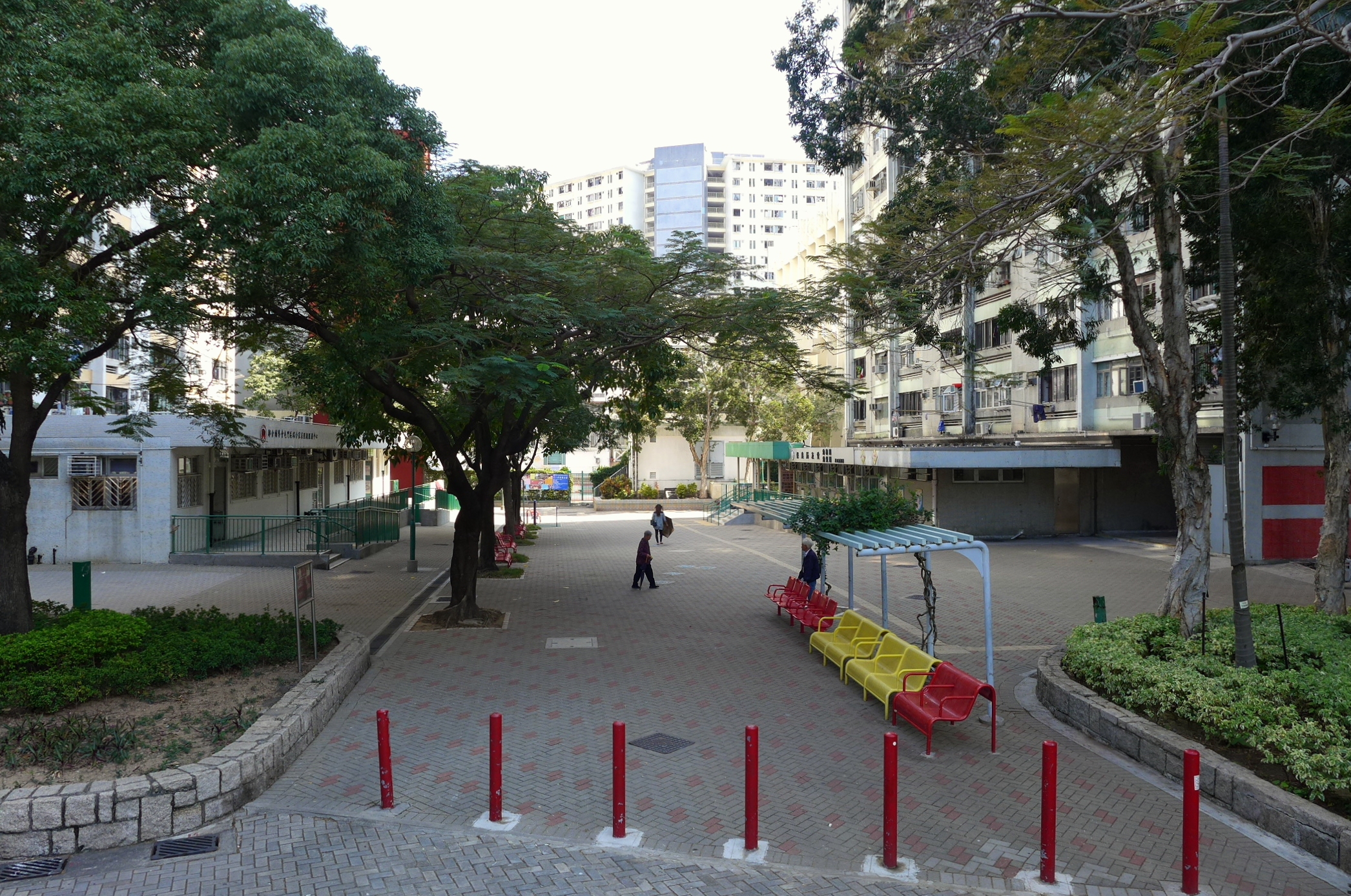
友愛邨內的休憩空間（2014年11月）

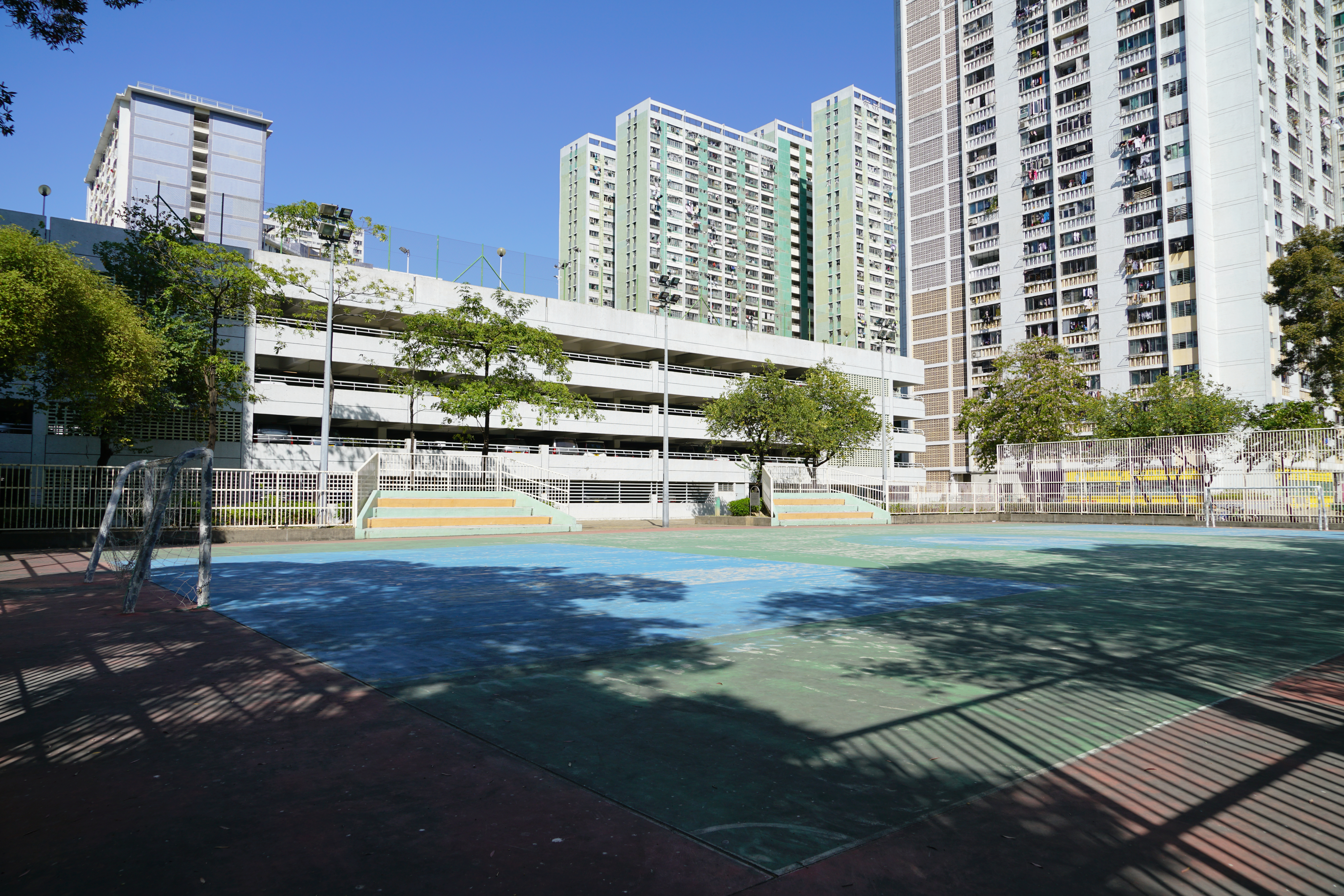
足球場

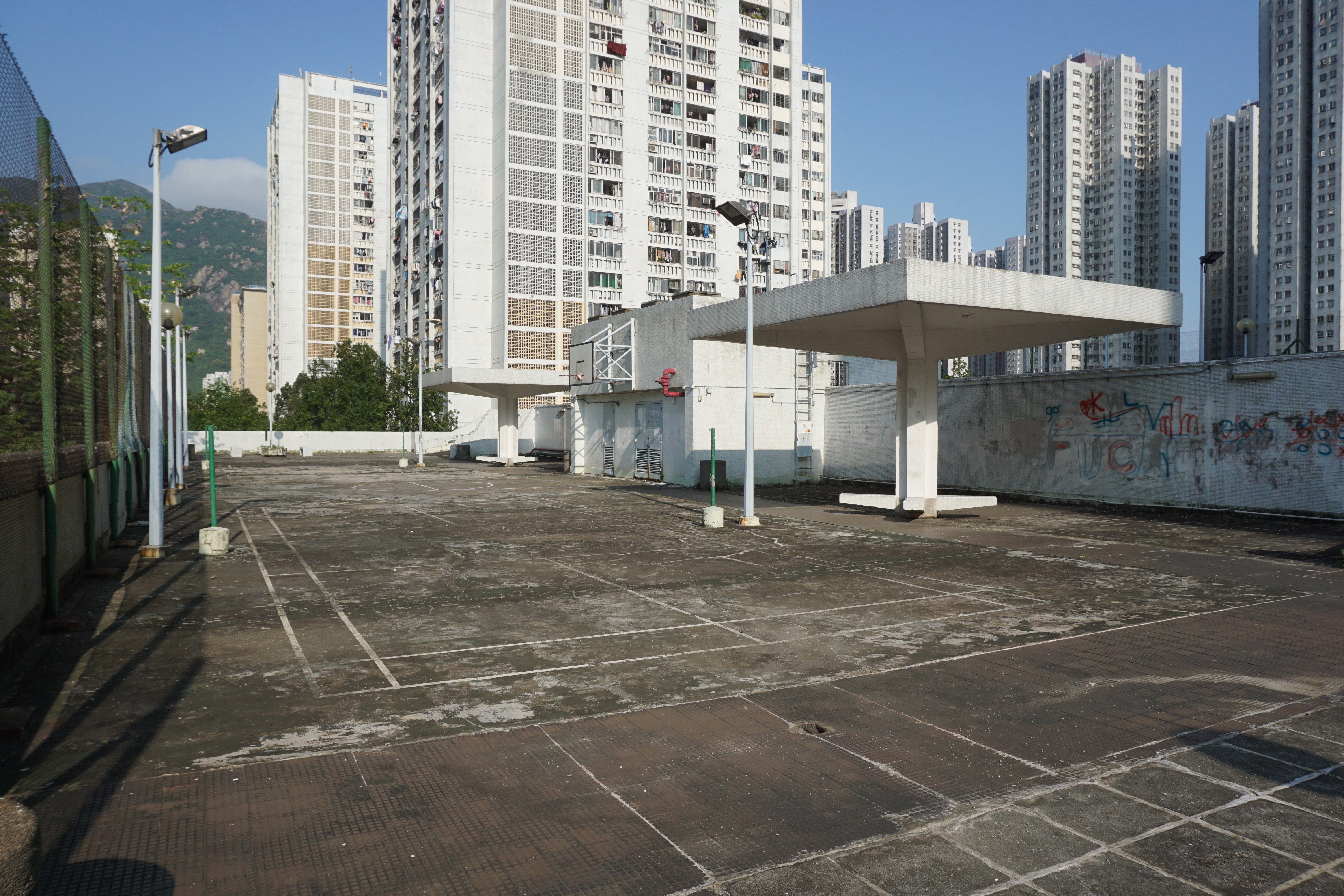
停車場天台設羽毛球場及籃球場

友愛邨擁有不同設施給居民使用，包括表演空間友愛廣場，3個籃球場，1個足球場，健體區和6個兒童遊樂場。而邨外的興安里設友愛體育館（隔著皇珠路）。

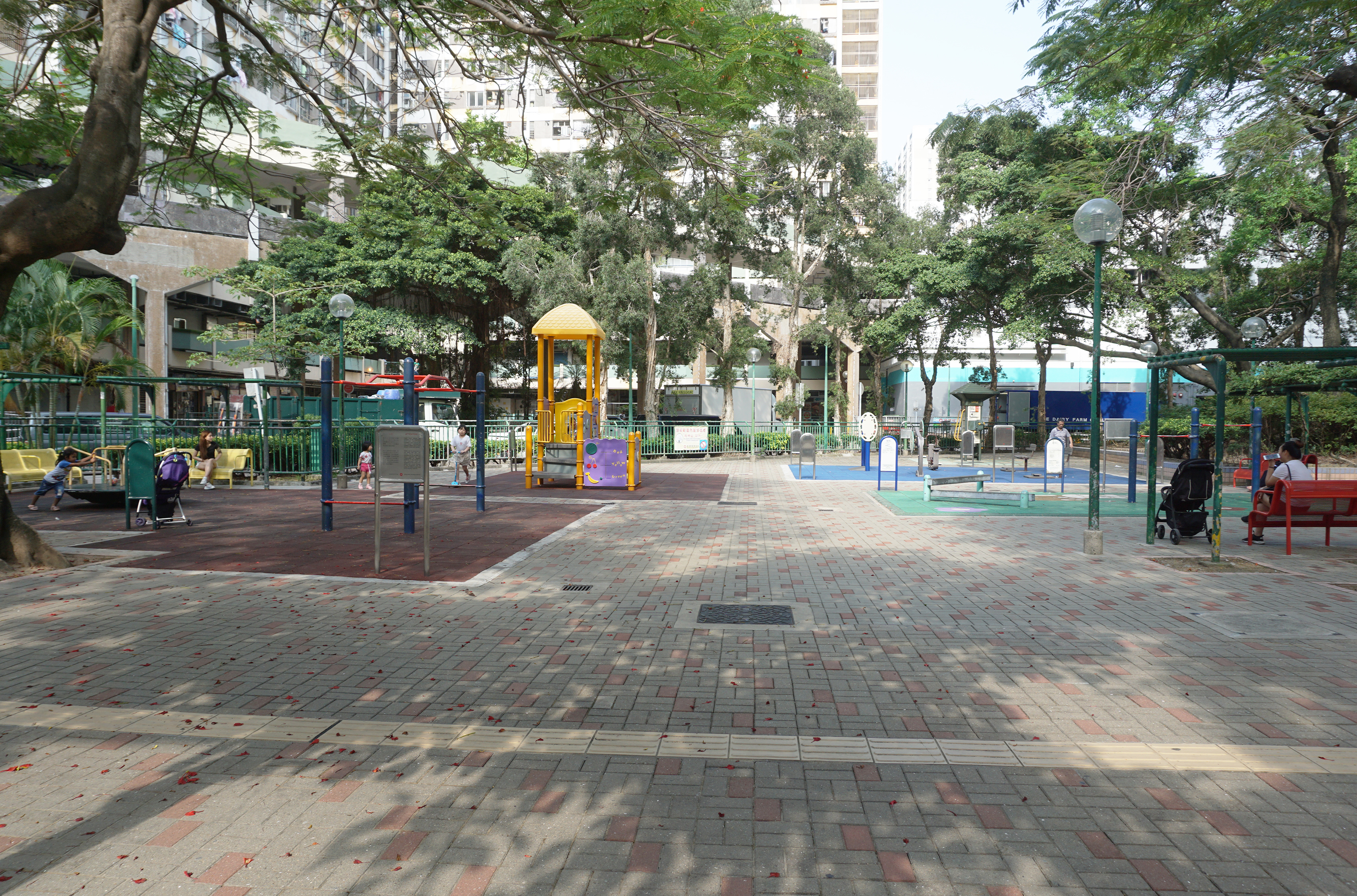
團團轉及健體區
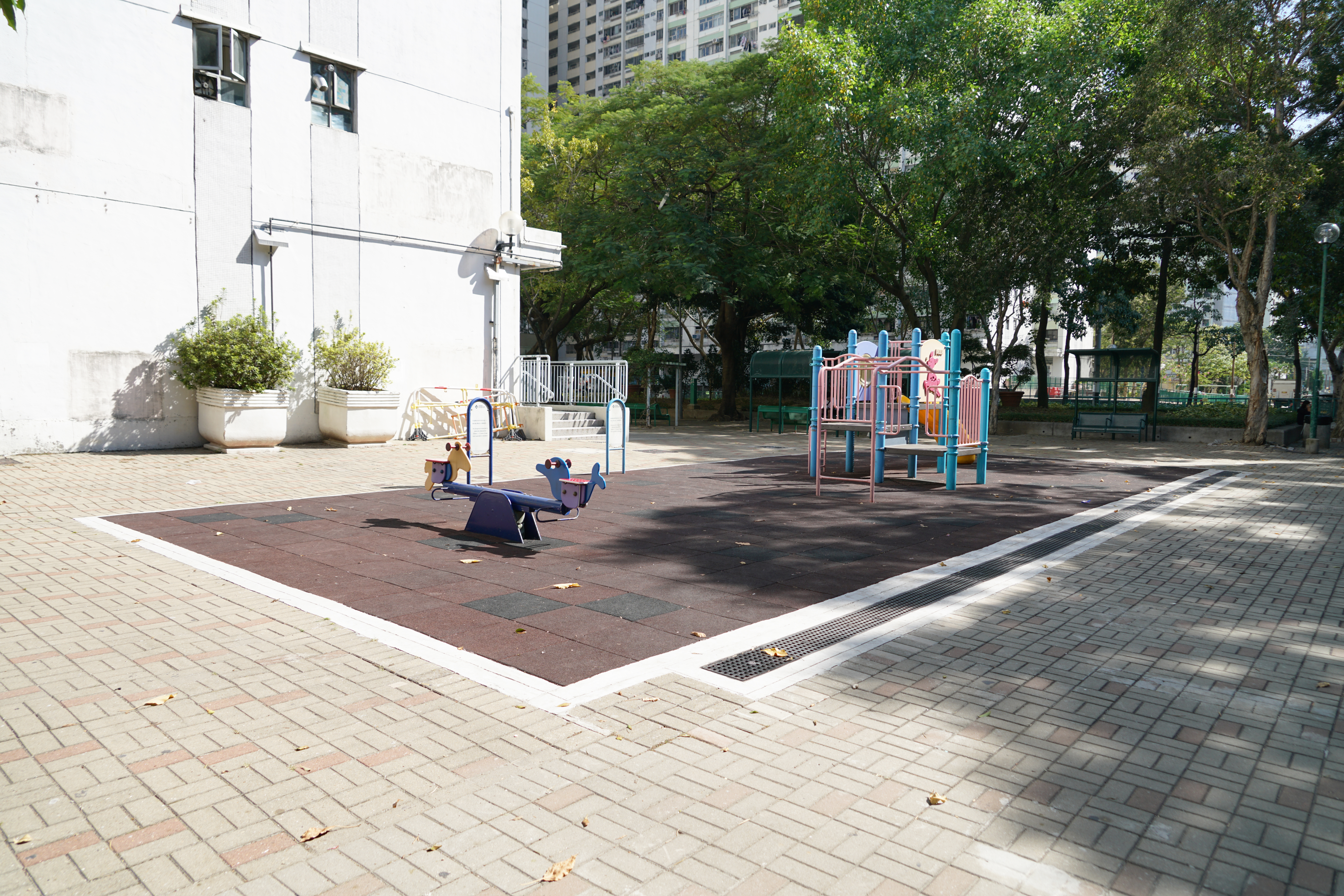
搖搖板及滑梯
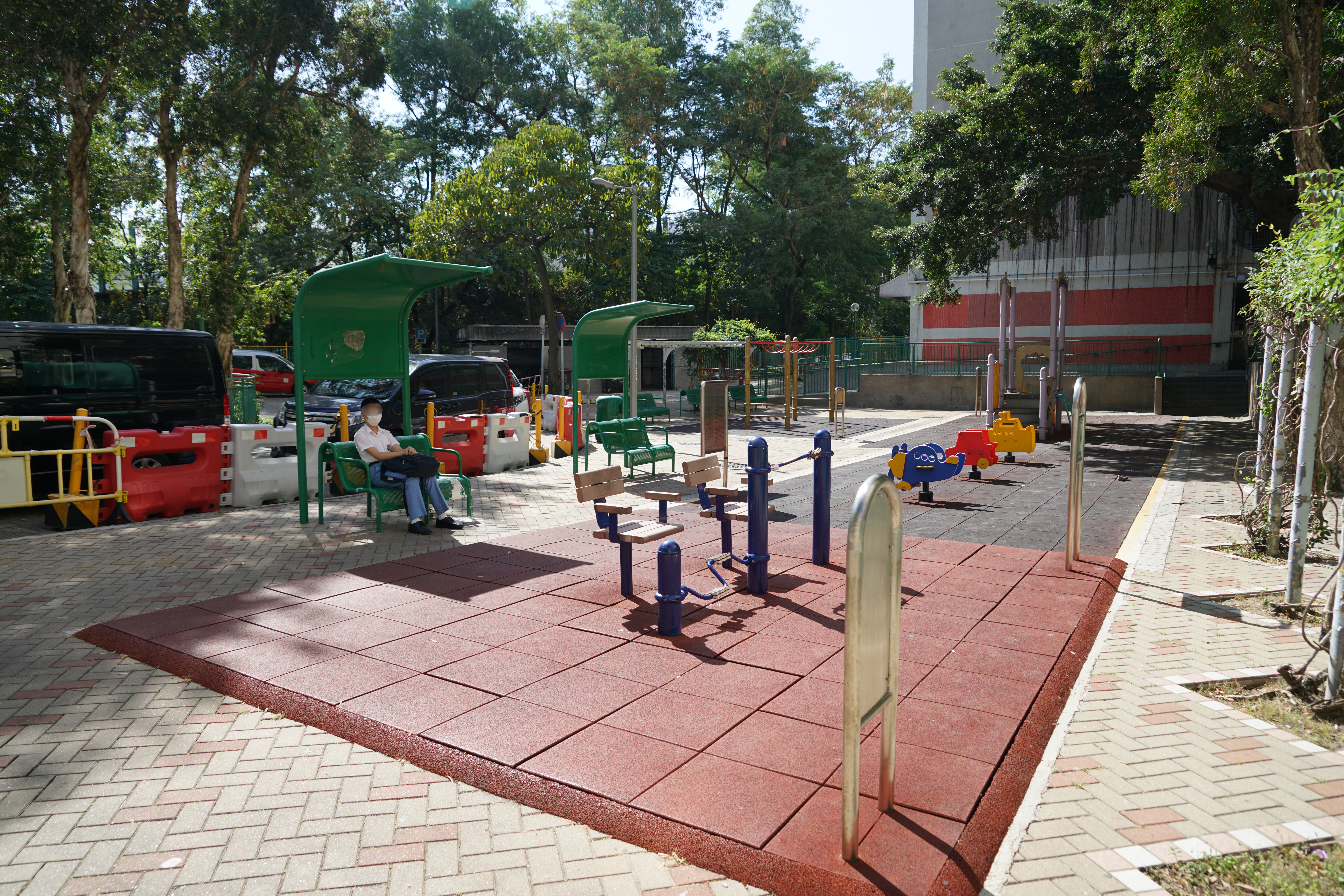
關節鍛鍊器及彈簧椅
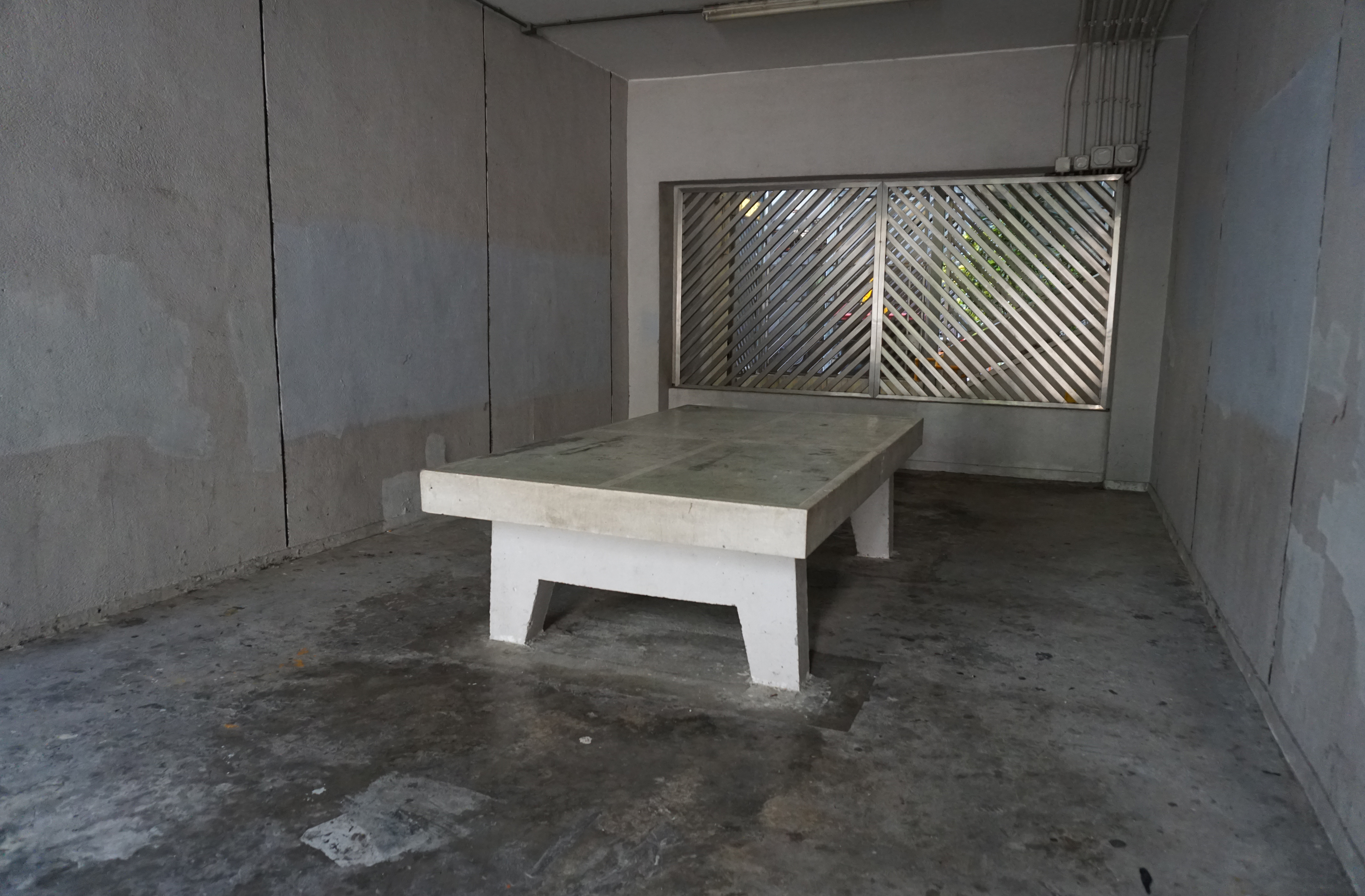
乒乓球桌
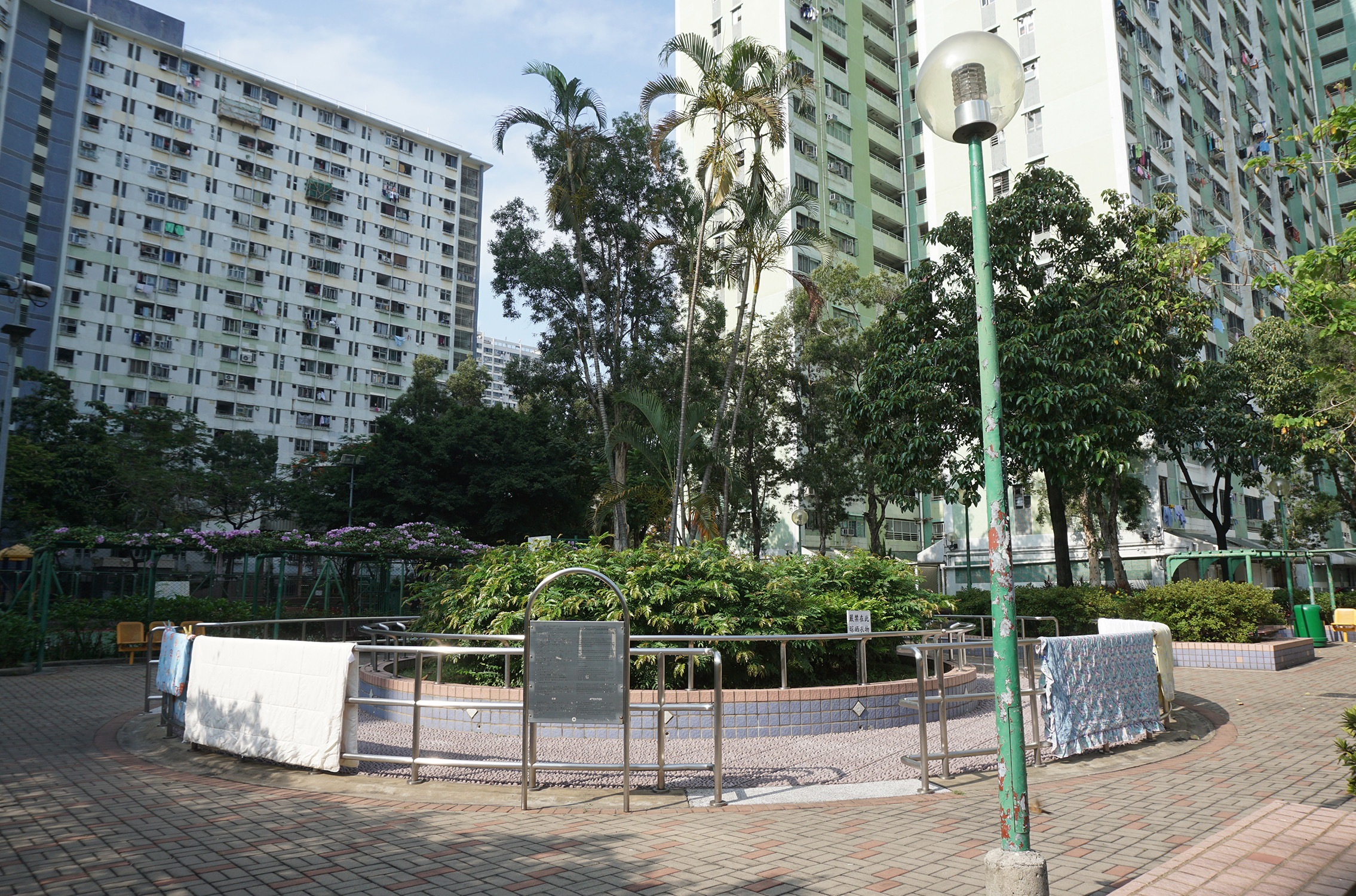
卵石路步行徑
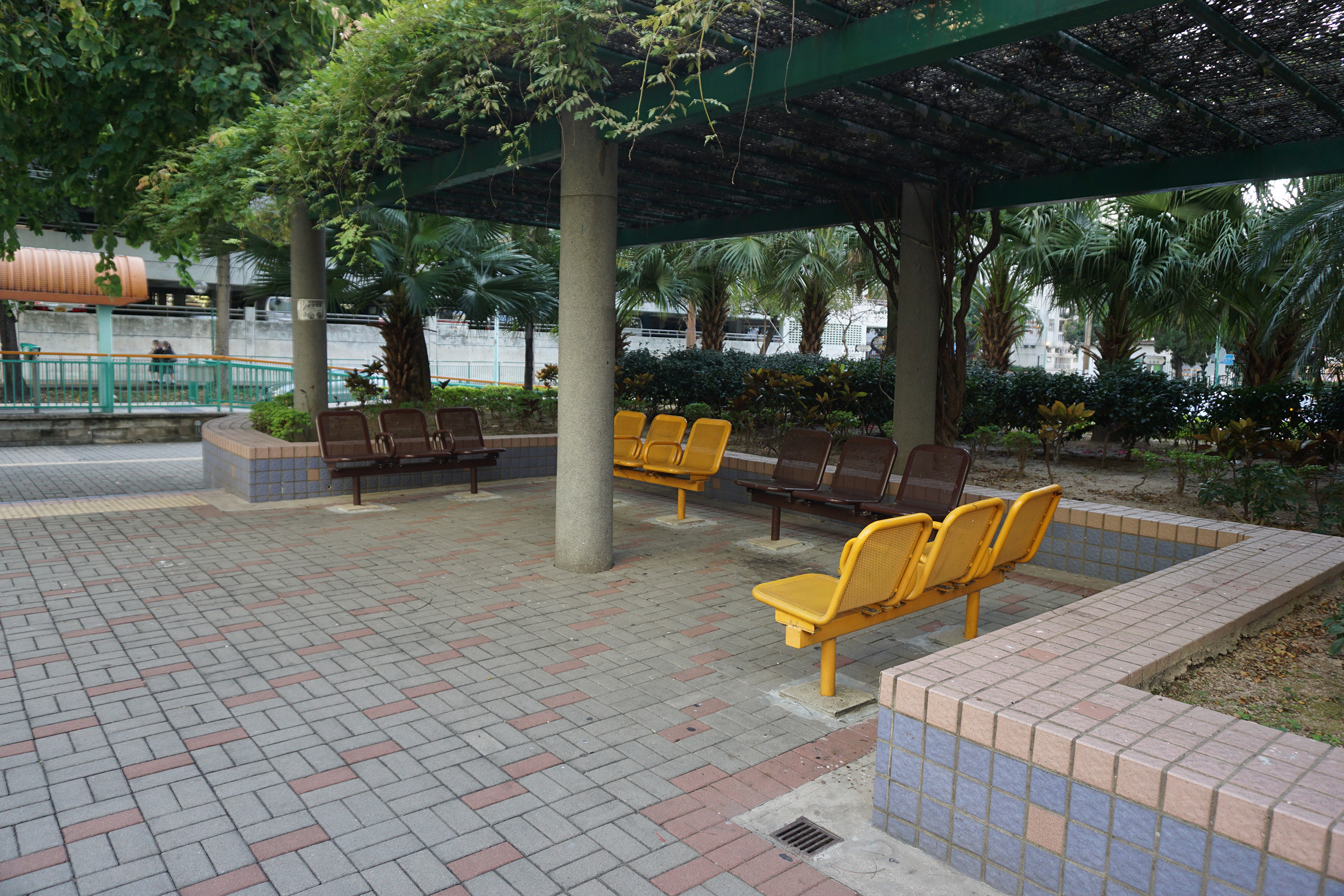
休憩區
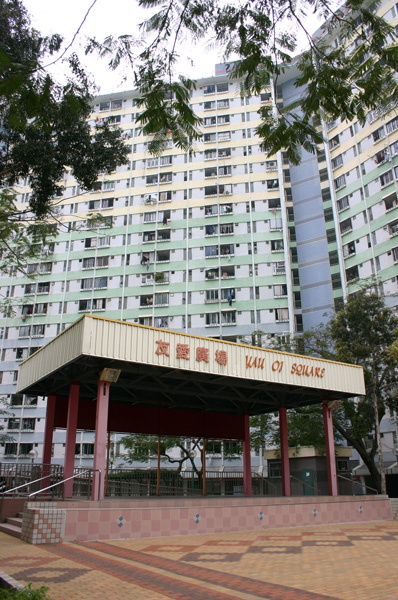
友愛廣場

### 商業

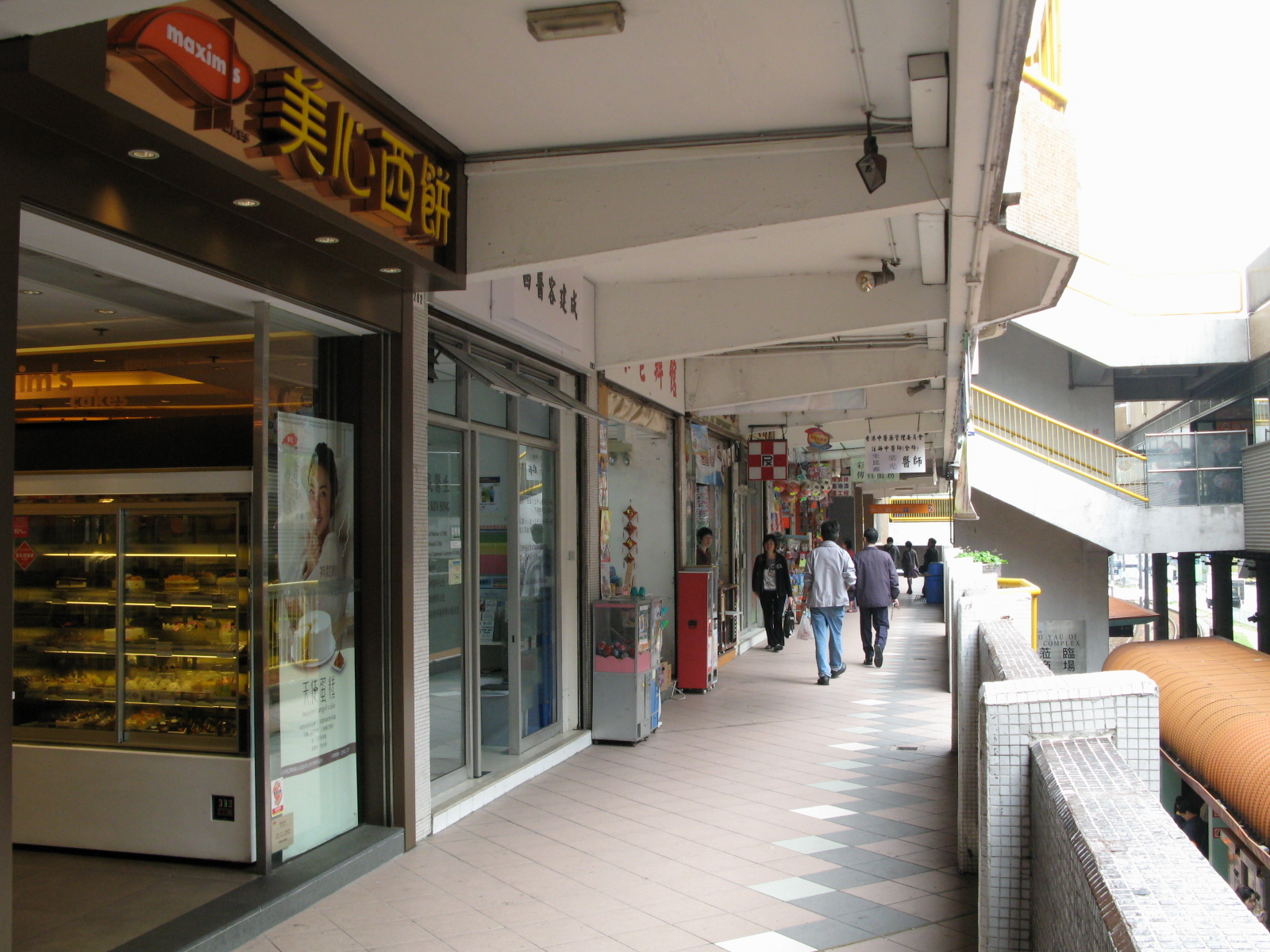
友愛商場通道（2009年）

邨內設有商場H.A.N.D.S，愛勇樓1-3樓設有出入口連接

## 教育與社福設施

### 育嬰園
- 鄰舍輔導會友愛育嬰園（愛德樓地下101-105號）

### 幼稚園
- 東華三院高德根紀念幼稚園（1980年創辦）（愛明樓地下）
- 保良局倪文玲（友愛）幼稚園（1982年創辦）（愛禮樓地下）
- 仁愛堂顏寶鈴幼稚園（1982年創辦）（愛義樓地下）
- 路德會呂祥光幼稚園（1982年創辦）（愛廉樓高座地下）

已遷出
- 仁濟醫院友愛幼稚園（1982年創辦）（愛暉樓地下，將於2025/2026學年遷往業旺邨）

### 小學

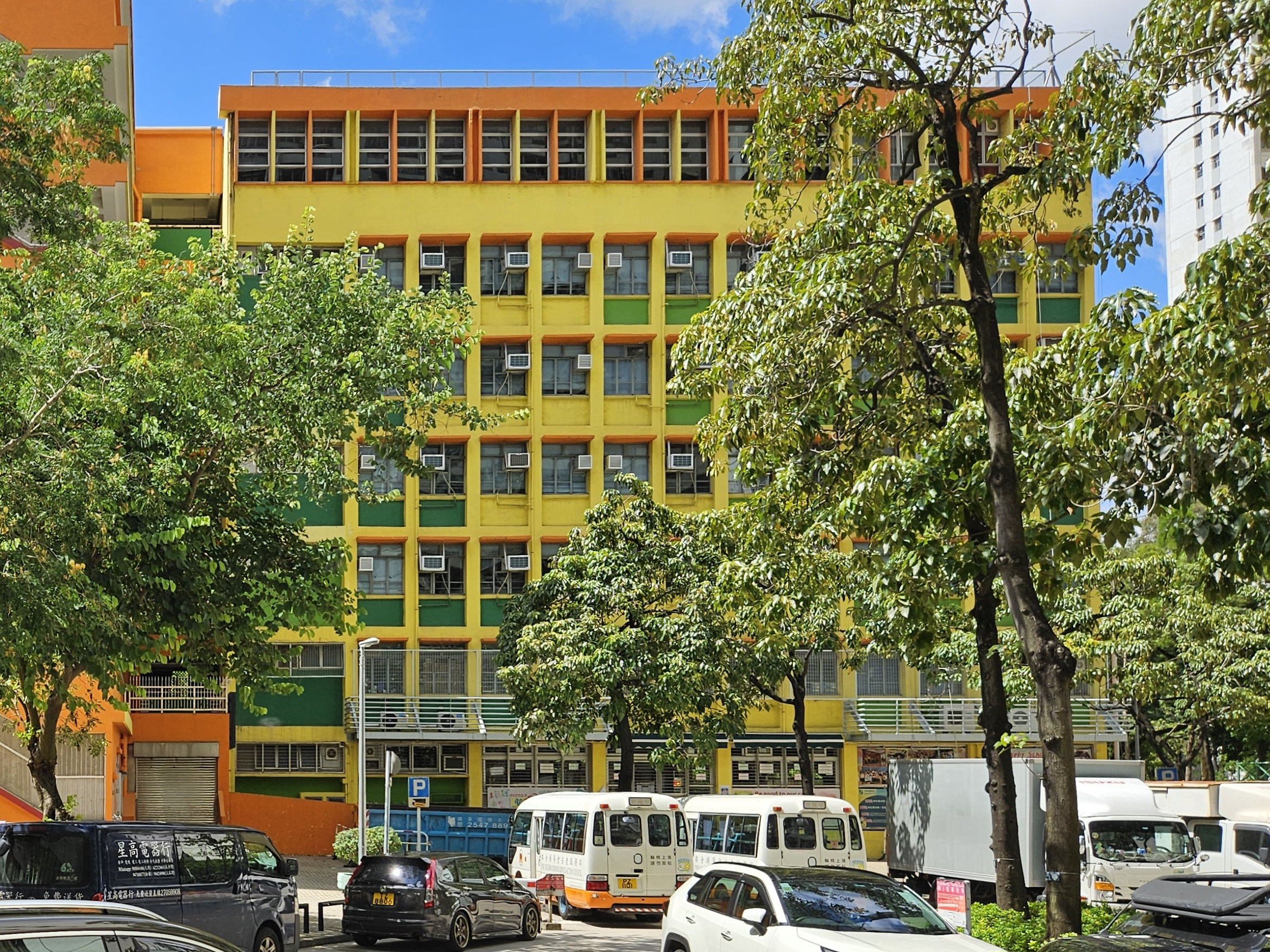
伊斯蘭學校

- 順德聯誼總會何日東小學（1983年創辦）
- 伊斯蘭學校（1980年創辦）

### 中學
- 順德聯誼總會譚伯羽中學（1980年創辦）

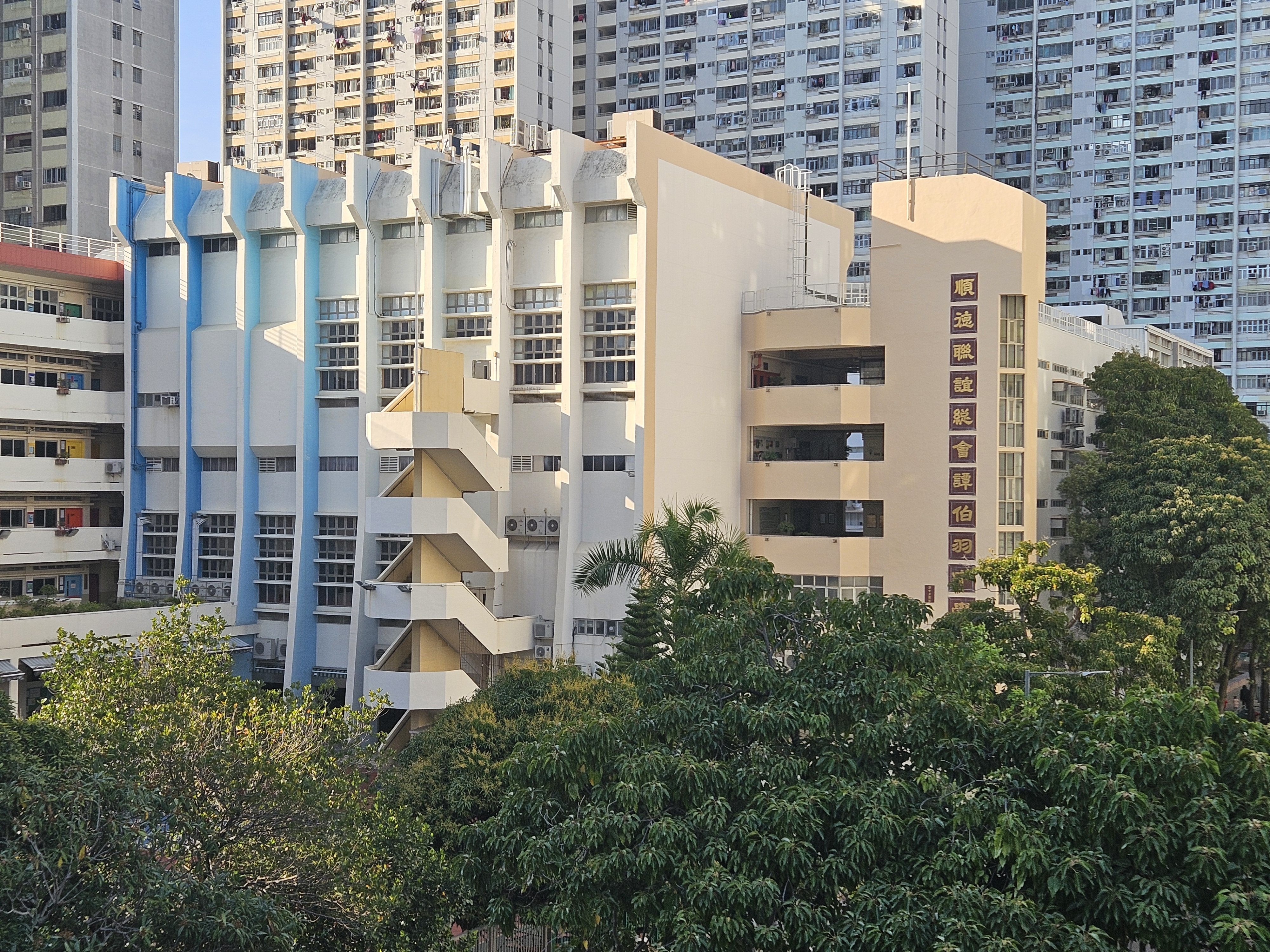
順德聯誼總會譚伯羽中學

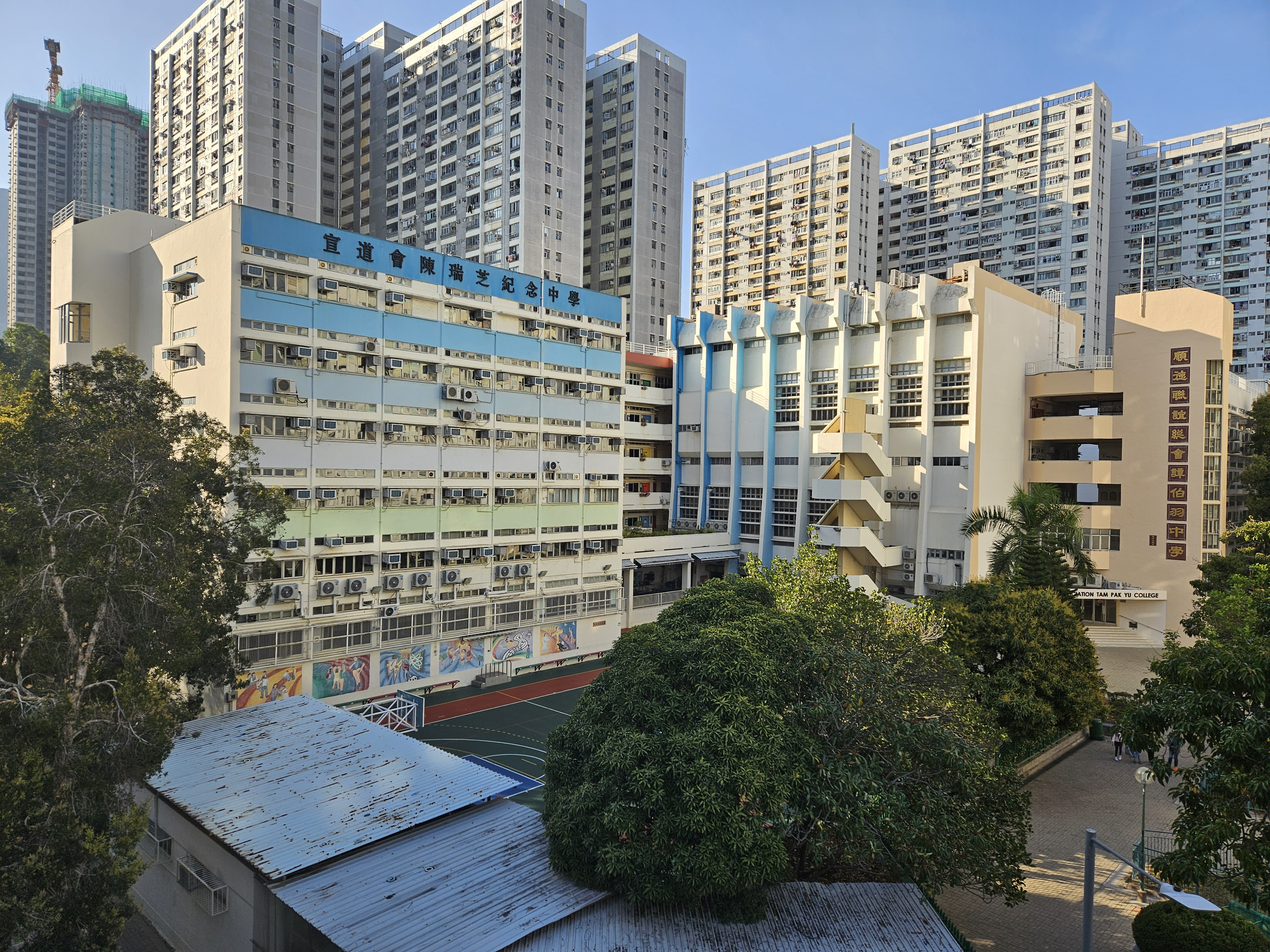
香港九龍塘基督教中華宣道會陳瑞芝紀念中學

- 香港九龍塘基督教中華宣道會陳瑞芝紀念中學（1980年創辦）
- 嗇色園主辦可藝中學（1991年創辦）

### 區議員辦事處
- 麥美儀議員辦事處：愛智樓地下103室[6]
- 曾憲康議員辦事處：愛智樓地下103室[7]
- 麥美儀議員辦事處：愛智樓地下107室[6]
- 曾憲康議員辦事處：愛智樓地下107室[8]

已結束
- 譚駿賢議員辦事處：愛智樓地下103室[9]
- 張錦雄議員辦事處：愛智樓地下103室[10]
- 林健翔議員辦事處：愛智樓地下103室[11]
- 林明恩議員辦事處：愛智樓地下107室[12]
- 甄霈霖議員辦事處：愛智樓地下107室[13]

### 立法會議員辦事處
- 田北辰立法會議員辦事處：愛智樓地下128室

已結束
- 尹兆堅立法會議員辦事處：愛智樓地下112室
- 郭家麒立法會議員辦事處：愛智樓地下109室

## 邨內街道

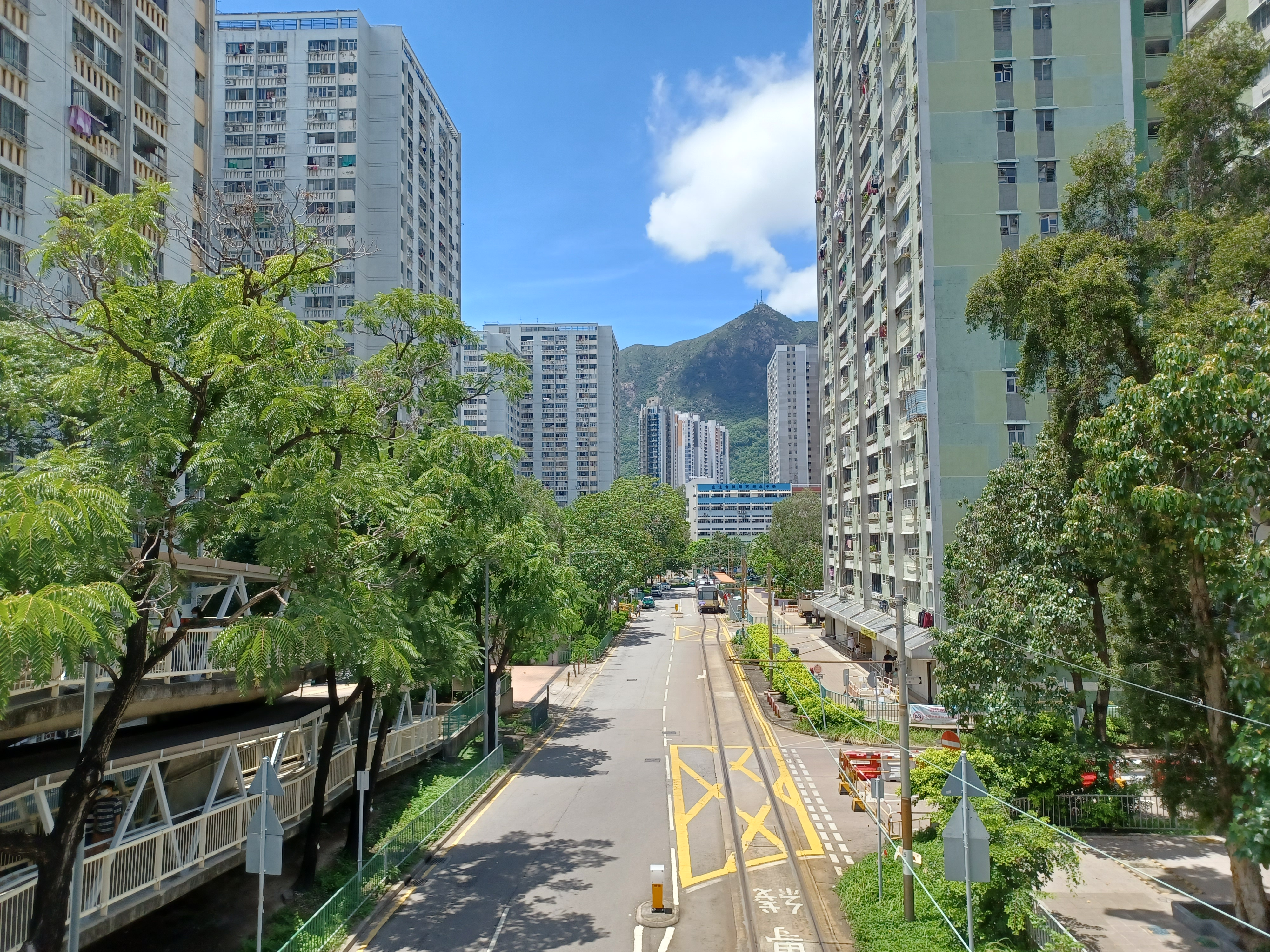
友愛路

- 友愛路 (香港)
- 愛勇街
- 愛明里
- 愛德里
- 愛禮里

## 區議會議席分布
| 範圍／年度                                       | 2000-2003  | 2004-2007  | 2008-2011  | 2012-2015  | 2016-2019  | 2020-2023  | 2024-2027  |
| ------------------------------------------------ | ---------- | ---------- | ---------- | ---------- | ---------- | ---------- | ---------- |
| 愛明樓、愛禮樓、愛曦樓以及愛德樓                 | 友愛北選區 | 友愛北選區 | 友愛北選區 | 友愛北選區 | 友愛北選區 | 友愛北選區 | 屯門東選區 |
| 愛信樓                                           | 友愛北選區 | 友愛北選區 | 友愛北選區 | 友愛南選區 | 友愛南選區 | 友愛南選區 | 屯門東選區 |
| 愛智樓、愛義樓、愛廉樓、愛暉樓、愛勇樓以及愛樂樓 | 友愛南選區 | 友愛南選區 | 友愛南選區 | 友愛南選區 | 友愛南選區 | 友愛南選區 | 屯門東選區 |

## 知名住客
- 何佩珉：無綫電視合約女藝員、武術指導
- 王丹妮 ：香港女演員、模特兒
- 黎諾懿：無綫電視經理人合約男藝員，曾居住愛德樓，2022年12月參與房委會與無綫電視合作拍攝的《回家》特備節目，並返回該處探訪。
- 陳健安：香港男歌手、組合C AllStar成員

## 事件

### 邨內出現神秘符號 引發警民衝突
1981年7月，有居民發現邨內每個單位的牆上出現神秘符號，其後更先後發生多宗爆竊案。到7月13日晚上8時，居民發現7名形跡可疑的青年後便隨即通知警方，要求警方拘捕。警方在查問後認為他們身上沒有攻擊性武器，亦能出示身份證明文件，所以釋放青年。不過此舉引起邨民認為警方處理手法不當，百多人聚集邨內警署門外鼓譟。到凌晨約1時，警方在愛明樓帶走兩名青年調查。警方避免發生事故，用車將兩名青年送去青山警署，不過有百多名居民發現後，在路口攔截包圍警車。事件擾攘到大約凌晨3時，友愛邨和安定邨的居民仍然不肯離去，而且越來越多人聚集。到7月14日早上8時，仍然有很多居民在警署門外聚集，居民代表和警方及房屋署人員開會，商討改善屋邨治安和鐵閘問題。
警方人員在早上將另外五個青年帶返警署調查。警方發言人表示，由於沒有足夠證據證明該7個青年與記號或爆竊案有關，查問後全部釋放。
7月15日晚上，逾千名友愛邨居民，持刀、棒追捕6名可疑男女，包圍並攻擊愛德樓一已上鎖的垃圾房，群情洶湧。警方派出6部巡邏車、50名軍裝及大批便衣警察到場鎮壓，警員地氈式搜索至7月16日凌晨2時無果而結束。

### 屯門色魔事件
1992年4月24日凌晨3時許，當時僅21歲、住在屯門大興邨的林國偉，在屯門公路上喝著啤酒駕車，此時一輛的士在他車旁掠過，的士內一名夜歸少女長髮披肩，他被捕後曾描述，該女士的容貌與她前女友相像。他於是開車緊隨的士，直至少女在友愛邨愛明樓下車。年僅19歲的少女在電梯大堂等候升降機，林國偉藏匿在暗角，待電梯到步後，他一個箭步撲出，閃身進入升降機之中，強勁勒緊少女頸項，把她硬扯出升降機，於後樓梯性侵犯她，並搶走她的手袋及金飾。這是林國偉首宗案件。　
1992年12月28日凌晨4時許，另一名女子與丈夫唱卡拉OK，丈夫因上早班先行離去，結果她回家時不幸在友愛邨愛德樓梯間被林國偉強暴。
1993年2月24日凌晨四時許，林國偉再次出動，對象是一名50歲的家庭主婦，她當晚與朋友打麻雀後，獨自回到友愛邨愛信樓，被林國偉扼頸拖至梯間。這回他用力過度，將對方勒死，他未有碰過受害人，可是在她身上射精，並劫去受害人的手袋。

### 紅衣女子墮樓事件
患有抑鬱症的55歲女子葉秀雲，居住於愛明樓10樓一單位，她自覺長期投訴噪音滋擾無效，於2006年8月7日（農曆7月14日）下午穿上紅色衣褲、紅色鞋襪、塗上紅色指甲油，登上該大廈的21樓梯間撒溪錢後墮樓身亡，該大廈的互助委員會主席、委員和兩名保安員於翌日收到死者生前寄出的信件，信內大意寫着：「冤鬼纏身，鬼魂索命......死都唔會放過你哋，你哋唔會有好過......」（冤鬼纏身，鬼魂索命......死也不會放過你們，你們不會有好過），有居民認為死者身穿紅衣在鬼節當天自殺，是要化成厲鬼報仇。2006年8月16日早上，54歲姓梁女子於愛明樓23樓梯間墮下，倒臥於葉秀雲墮樓身亡的同一位置，送院後延至翌日不治，網民對於愛明樓接連發生墮樓事件議論紛紛，六十多名居民出席社會福利署為邨民舉行的心理輔導解說會，有7戶人家向區議員要求協助申請調遷，有居民表示晚上不敢單獨外出或返家，也有人暫時遷往親友家中暫住。同年10月3日凌晨，50歲姓徐男子於愛明樓10樓攀越欄河墮樓身亡，經調查後證實死者居住於大埔區，並非該大廈的住客，其家人指死者沒有病痛及經濟問題，並無尋死動機，且沒有親友居住於友愛邨，對他在上址墮樓感到大惑不解，堪輿學家麥玲玲曾於葉秀雲墮樓後到現場觀察，她認為該大廈門口的座向，屬於風水學上的「神門鬼戶」，容易令人產生幻覺及有靈體出現，並建議居民找道行高深的法師超度或高僧誦經，同時可在家門掛楊柳或擺放稻草人，有居民稱，在2004年至2006年間，友愛邨發生十多宗跳樓事件，其中愛明樓佔6宗，有居民將事件扯上鬼神之說，並慨歎愛明樓似已變成「跳樓勝地」。

### 爆發新型冠狀病毒

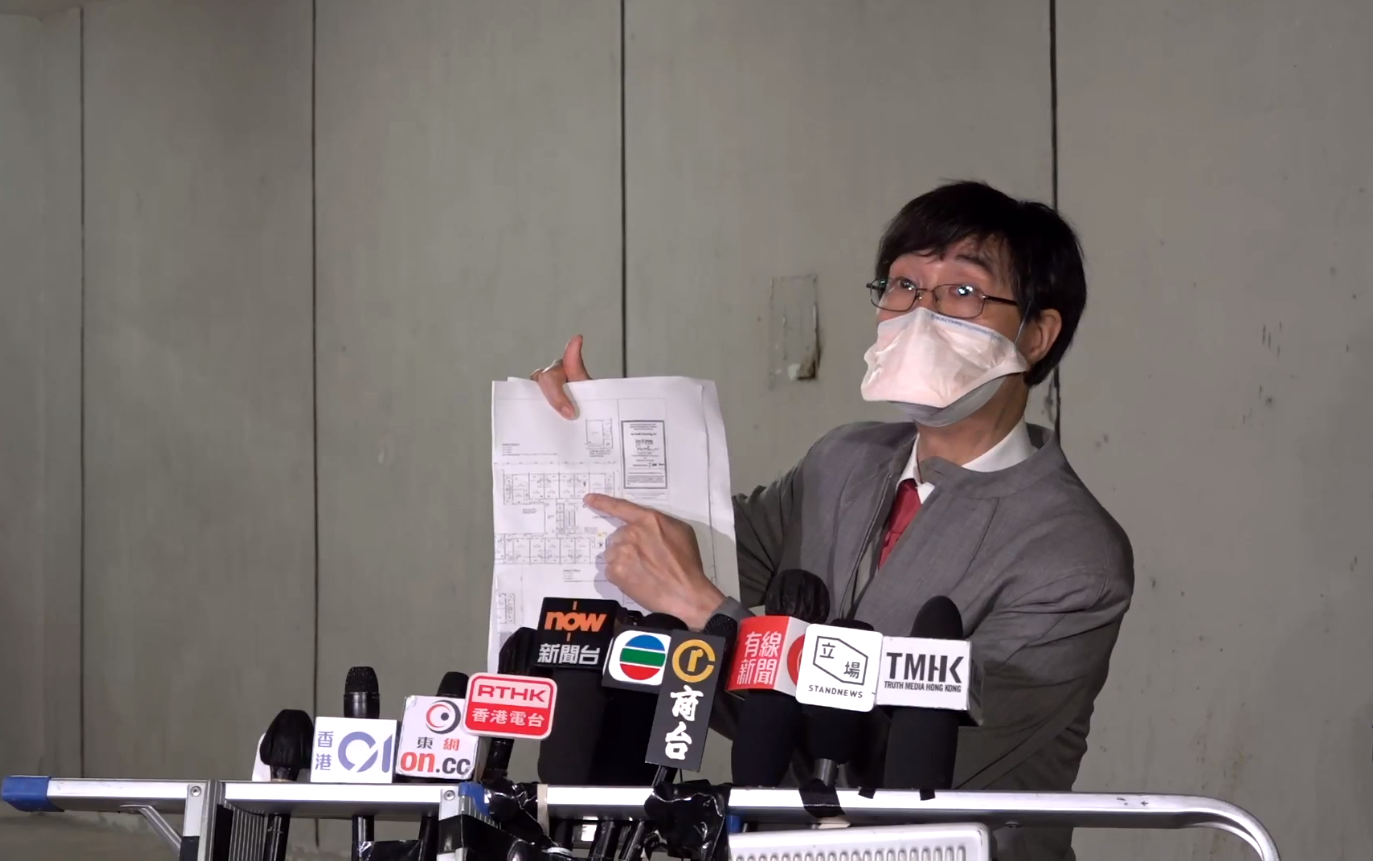
愛暉樓疑現垂直傳播，袁國勇在4月9日視察後會見傳媒

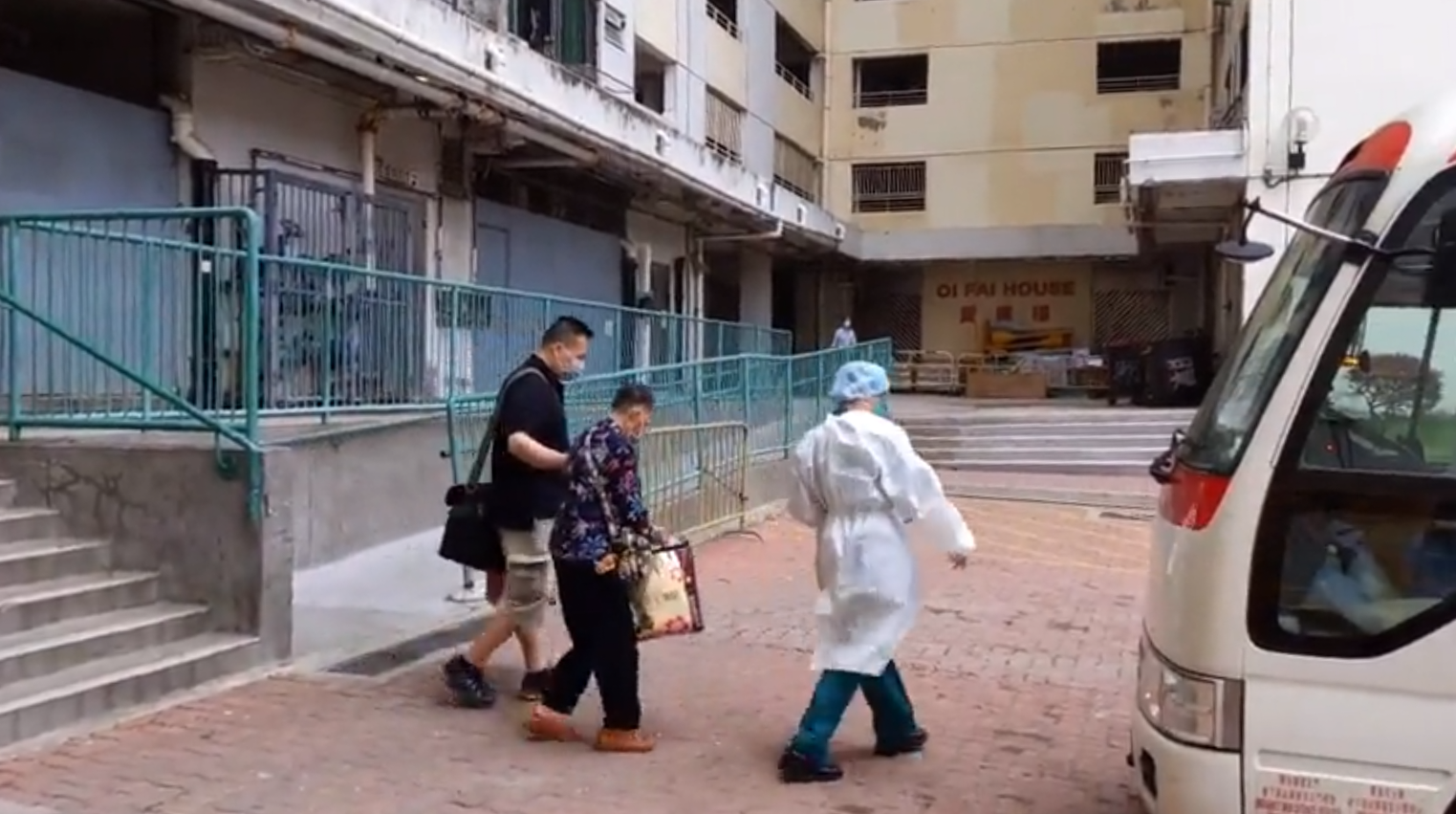
2021年4月19日中午，政府安排二座8樓所有居民撤離到檢疫中心

2021年4月初，愛暉樓爆發疫情，三座在短時間內累計有9宗個案，09,10,31,32室及22樓居民須撤離檢疫。由於擔心出現垂直傳播，政府專家袁國勇到場視察。政府先後分3次撤走逾200名居民到檢疫中心隔離。一名70歲男子於3月31日發病後，到4月8日離世,其後抽取樣本化驗後確診。到4月19日，二座亦有兩宗個案。政府在中午安排二座8樓所有居民撤離到檢疫中心。

### 毆打謀殺案
2024年11月10日凌晨，邨內發生謀殺案。一名35歲男子懷疑被毆打致死，警方在早上拘捕至少4人，正追緝在逃人士。消息稱，死者昨晚在友愛街市熟食檔買食物時，聽到附近有人爭吵故上前查看，疑因眼神問題卻被4人毆打，導致頭部受傷。他負傷回家，父親見其氣息不佳遞水給他喝，詎料一飲即噴血，立即報警。不過送院後搶救無效不治。

## 外部連結
- 房委會物業位置及資料 友愛邨（页面存档备份，存于）
- 房委會物業位置及資料 友愛邨 （页面存档备份，存于）

22°23′15″N 113°58′30″E / 22.387621°N 113.975131°E